# Степнівська сільська рада (Первомайський район)
Степні́вська сільська́ ра́да — адміністративно-територіальна одиниця та орган місцевого самоврядування в Первомайському районі Автономної Республіки Крим. Адміністративний центр — село Степне.

## Загальні відомості
- Населення ради: 2 396 осіб (станом на 2001 рік)

## Населені пункти
Сільській раді підпорядковані населені пункти:
- с. Степне
- с. Криловка

## Склад ради
Рада складається з 15 депутатів та голови.
- Голова ради: Лукін Віктор Михайлович

### Керівний склад попередніх скликань
| Прізвище, ім'я, по батькові | Основні відомості                                                         | Дата обрання | Дата звільнення |
| --------------------------- | ------------------------------------------------------------------------- | ------------ | --------------- |
| Лобов Володимир Миколайович | Сільський голова, 1953 року народження, позапартійна                      | 26.03.2006   | 31.10.2010      |
| Лукін Віктор Михайлович     | Сільський голова, 1954 року народження, освіта вища, член Партії регіонів | 31.10.2010   |                 |

Примітка: таблиця складена за даними сайту Верховної Ради України

### Депутати
За результатами місцевих виборів 2010 року депутатами ради стали:

#### За суб'єктами висування
| Суб'єкт висування | Кількість обраних депутатів | %    |
| ----------------- | --------------------------- | ---- |
| Партія регіонів   | 13                          | 81,3 |
| Народна партія    | 1                           | 6,3  |
| Партія «Союз»     | 1                           | 6,3  |
| Самовисування     | 1                           | 6,3  |

#### За округами
| № округу        | Прізвище, ім'я, по батькові      | Дата визнання обраним | Освіта  | Партійна приналежність                  | Відомості про обраного депутата                                          |
| --------------- | -------------------------------- | --------------------- | ------- | --------------------------------------- | ------------------------------------------------------------------------ |
| Народна Партія  |                                  |                       |         |                                         |                                                                          |
| 16              | Слободянюк Наталія Олександрівна | 02.11.2010            | середня | член Народної партії                    | ЗАТ АФ «Заря», бригадир-овцевод                                          |
| Партія регіонів |                                  |                       |         |                                         |                                                                          |
| 1               | Дуднік Віктор Павлович           | 02.11.2010            | середня | член Партії регіонів                    | УСК, машиніст насосної станції                                           |
| 3               | Шведова Ніна Іванівна            | 02.11.2010            | вища    | член Партії регіонів                    | Степнівська загальноосвітня школа, вчитель                               |
| 4               | Заярній Олександр Григорович     | 02.11.2010            | середня | член Партії регіонів                    | Степнівська загальноосвітня школа, вчитель                               |
| 5               | Паршаков Ігор Юрійович           | 02.11.2010            | середня | член Партії регіонів                    | тимчасово не працює                                                      |
| 6               | Калітюк Надія Вікторівна         | 02.11.2010            | середня | член Партії регіонів                    | «Крим геологія», робоча                                                  |
| 7               | Сопуляк Тамара Олександрівна     | 02.11.2010            | середня | член Партії регіонів                    | тимчасово не працює                                                      |
| 8               | Сопуляк Олександр Іванович       | 02.11.2010            | середня | член Партії регіонів                    | «Крим геологія», спеціаліст з геофізики                                  |
| 9               | Айєтдінов Едіп Енверович         | 02.11.2010            | вища    | член Партії регіонів                    | Степнівська загальноосвітня школа, вчитель                               |
| 10              | Лукіна Віра Петрівна             | 02.11.2010            | середня | член Партії регіонів                    | тимчасово не працює                                                      |
| 11              | Гайдар Світлана Леонідівна       | 02.11.2010            | вища    | член Партії регіонів                    | Степнівська загальноосвітня школа, вчитель                               |
| 12              | Буслік Антоніна Дмитрівна        | 02.11.2010            | середня | член Партії регіонів                    | тимчасово не працює                                                      |
| 13              | Головата Галина Євгенівна        | 02.11.2010            | вища    | член Партії регіонів                    | Степнівська загальноосвітня школа, заступник директора з виховної роботи |
| 15              | Палійчук Володимир Михайлович    | 02.11.2010            | середня | член Партії регіонів                    | тимчасово не працює                                                      |
| Партія «Союз»   |                                  |                       |         |                                         |                                                                          |
| 2               | Прубняк Світлана Олександрівна   | 02.11.2010            | середня | член Партії «Союз»                      | Степнівська сільська рада, секретар                                      |
| Самовисування   |                                  |                       |         |                                         |                                                                          |
| 14              | Рустемова Олександра Анатоліївна | 02.11.2010            | середня | член Політичної партії «Сильна Україна» | Степнівська сільська рада, головний бухгалтер                            |